# Xylocalyx asper
Xylocalyx asper là một loài thực vật thuộc họ Scrophulariaceae. Đây là loài đặc hữu của Yemen.